# Liban (film)
Liban (hebr. לבנון) – dramat wojenny w reżyserii i według scenariusza Szemu’ela Ma’oza z 2009 roku, zrealizowany w koprodukcji francusko-libańsko-izraelsko-niemieckiej. Film nagrodzony Złotym Lwem podczas 66. MFF w Wenecji.
Reżyser filmu na podstawie własnych przeżyć przedstawił doświadczenia młodych izraelskich poborowych w czasie wojny libańskiej w 1982 roku. Według brytyjskiej gazety The Guardian wymowa filmu jest antywojenna.

## Obsada
- Oszri Kohen – Herzl
- Zohar Strauss – Jamil
- Michael Moszonow – Jigal
- Itaj Tiran – Asi
- Jo’aw Donat – Szmulik
- Rejmond Amsalem − libańska kobieta
- Dudu Tassa – więzień

## Nagrody i nominacje
66. MFF w Wenecji
- Złoty Lew − Szemu’el Ma’oz
- Nagroda im. Nazareno Taddei − Szemu’el Ma’oz
- Nagroda SIGNIS − Szemu’el Ma’oz

17. MFF Camerimage
- Złota Żaba − Gijjora Bejach

Europejskie Nagrody Filmowe 2010
- Nagroda dla odkrycia roku − Szemu’el Ma’oz
- Nagroda za najlepsze zdjęcia − Gijjora Bejach
- nominacja: Najlepszy Europejski Film
- nominacja: Najlepszy Europejski Reżyser − Szemu’el Ma’oz
- nominacja: Najlepszy Europejski Scenarzysta − Szemu’el Ma’oz
- nominacja: Najlepszy Europejski Montażysta − Arik Lahaw-Lejbowicz